# Motta de’ Conti
Motta de' Conti (piemontiul: La Mòta) település Olaszországban, Vercelli megyében. Lakosainak száma 722 fő (2023. január 1.). Motta de’ Conti Caresana, Casale Monferrato, Langosco, Villanova Monferrato és Candia Lomellina községekkel határos.

## Népesség
A település népességének változása:
| Lakosok száma | 759  | 757  | 722  |
|               | 2017 | 2018 | 2023 |